# Dany Saval
Dany Saval, pseudonimo di Danielle Nadine Suzanne Savalle (Parigi, 5 gennaio 1942), è un'attrice francese.

## Biografia
Si è sposata due volte: prima con il compositore Maurice Jarre, da cui ha avuto una figlia, Stephanie, e poi con il giornalista Michel Drucker.

## Filmografia parziale

### Cinema
- L'Eau vive, regia di François Villiers (1958)
- Peccatori in blue-jeans (Les tricheurs), regia di Marcel Carné (1958)
- Piena luce sull'assassino (Pleins feux sur l'assassin), regia di Georges Franju (1961)
- Un tipo lunatico (Moon Pilot), regia di James Neilson (1962)
- Parigi proibita (Du Mouron pour les petits oiseaux), regia di Marcel Carné (1963)
- Una ragazza nuda (Strip-tease), regia di Jacques Poitrenaud (1963)
- Sciarada alla francese (Cherchez l'idole), regia di Michel Boisrond (1963)
- Due uomini in fuga... per un colpo maldestro (Une souris chez les hommes), regia di Jacques Poitrenaud (1964)
- La finestra della morte (Constance aux enfers), regia di François Villiers (1964)
- Boeing Boeing, regia di John Rich (1965)
- Si può fare... amigo, regia di Maurizio Lucidi (1972)
- L'animale (L'Animal), regia di Claude Zidi (1977)
- Un commissario al di sotto di ogni sospetto (Inspecteur La Bavure), regia di Claude Zidi (1980)

### Televisione
- Studio Uno (1962-1963): 12 puntate
- Graf Yoster gibt sich die Ehre (1974): 1 episodio

## Doppiatrici italiane
- Maria Pia Di Meo in Un tipo lunatico (dialoghi), Una ragazza nuda, Sciarada alla francese
- Tina Centi in Un tipo lunatico (canto)
- Flaminia Jandolo in Boeing Boeing